# The Axis of Awesome
The Axis of Awesome é um trio australiano de música cômica formado por Jordan Raskopoulos, Lee Naimo e Benny Davis. 
Foram premiados em 2008 pelo espetáculo "The Axis of Awesome Comeback Spectacular" com o Moosehead Award. O show, originalmente promovido em Melbourne, foi levado ao Edinburgh Fringe (Escócia) em 2008, onde foi aclamado pelo público e pela crítica.
Após esse festival, a banda teve sua faixa "4 Chords" ("4 acordes"), uma medley de 36 hits da música pop com a mesma estrutura básica, tocada na BBC Radio 1, e o vídeo da faixa no YouTube se tornou viral.
Em abril de 2009, o Axis of Awesome tocou no Melbourne International Comedy Festival com um novo espetáculo: The Axis of Awesome vs Bee, onde as músicas da banda eram tocadas em forma de uma narrativa envolvendo uma abelha gigante. 
O grupo fez uma turnê regional em Queensland e New South Wales como parte do espetáculo itinerante do The Melbourne Comedy Festival, tocando também no Adelaide Cabaret Festival em maio e junho. 

## Membros
- Jordan Raskopoulos - vocais
- Lee Naimo - guitarra, vocais
- Benny Davis - teclado, vocais

## Discografia

### Álbuns
- Scissors, Paper, Rock! (2008)
- Infinity Rock Explosion! (2010)
- Animal Vehicle (2011)
- The Swimsuit Area (2012)
- Cry Yourself a River (2012)
- Christmawesome (2013)

### Singles
| Título        | Ano  | Melhor posição alcançada | Álbum          |
| Título        | Ano  | UK                       | Álbum          |
| ------------- | ---- | ------------------------ | -------------- |
| "Four Chords" | 2011 | 175                      | Animal Vehicle |

## "Four Chords"
"Four Chords" ("quatro acordes") é uma das canções mais conhecidas do trio. Consiste em um medley de canções populares que utilizam a chamada progressão de acordes pop-punk. Várias da faixas escolhidas não apresentam de fato esta progressão, e algumas só a usam brevemente. Os quatro acordes em números em análise numérica romana são escritos como "I-V-vi-IV". Como esses quatro acordes são tocadas como um ostinato, a banda também usa um I-V-vi-IV, geralmente da canção "Save Tonight" para "Torn". O trio toca a faixa em afinação Ré (Mi numa apresentação ao vivo disponibilizada no YouTube), de modo que a progressão que eles usam consiste na sequência Ré maior-Lá maior-Si menor-Sol maior (ou Mi maior, Si maior, Dó sustenido, Lá maior ao vivo). A maior parte das músicas foi transposta de suas afinações originais.
O The Axis of Awsome constantemente altera as canções utilizadas na medley, incorporando  novos lançamentos. Eles costumam usar uma composição própria, "Birdplane" (uma paródia de Five for Fighting "Superman"), a canção típica australiana "Waltzing Matilda" e "Down Under" do Men at Work. A medley sempre começa com Journey's "Don't Stop Believin'".
em 20 de julho de 2011, um vídeo para a faixa foi lançada no YouTube.
O vídeo inclui as seguintes canções, nesta ordem:
1. Journey – "Don't Stop Believin'"
2. James Blunt – "You're Beautiful"
3. Black Eyed Peas – "Where Is the Love"
4. Alphaville – "Forever Young"
5. Jason Mraz – "I'm Yours"
6. Train – "Hey, Soul Sister"
7. The Calling – "Wherever You Will Go"
8. Elton John – "Can You Feel The Love Tonight" (do Rei Leão)
9. Akon – "Don't Matter"
10. John Denver – "Take Me Home, Country Roads"
11. Lady Gaga – "Paparazzi"
12. U2 – "With Or Without You"
13. The Last Goodnight – "Pictures of You"
14. Maroon Five – "She Will Be Loved"
15. The Beatles – "Let It Be"
16. Bob Marley – "No Woman No Cry"
17. Marcy Playground – "Sex and Candy"
18. Men At Work – "Down Under"
19. Jill Colucci – "The Funny Things You Do" (tema de America's Funniest Home Videos)
20. Jack Johnson – "Taylor"
21. Spice Girls – "2 Become 1"
22. a-ha – "Take On Me"
23. Green Day – "When I Come Around"
24. Eagle Eye Cherry – "Save Tonight"
25. Toto – "Africa"
26. Beyoncé – "If I Were a Boy"
27. Kelly Clarkson – "Behind These Hazel Eyes"
28. Jason Derulo – "In My Head"
29. The Smashing Pumpkins – "Bullet With Butterfly Wings"
30. Joan Osborne – "One of Us"
31. Avril Lavigne – "Complicated"
32. The Offspring – "Self Esteem"
33. The Offspring – "You're Gonna Go Far, Kid"
34. Akon – "Beautiful"
35. Timbaland com OneRepublic – "Apologize"
36. Eminem com Rihanna – "Love the Way You Lie"
37. Bon Jovi – "It's My Life"
38. Lady Gaga – "Poker Face"
39. Aqua – "Barbie Girl"
40. Red Hot Chili Peppers – "Otherside"
41. The Gregory Brothers – "Double Rainbow Song"
42. MGMT – "Kids"
43. Andrea Bocelli – "Time to Say Goodbye"
44. Robert Burns – "Auld Lang Syne"
45. Five for Fighting – "Superman"
46. The Axis of Awesome – "Birdplane"
47. Missy Higgins – "Scar"

Outras faixas que já foram incluídas:
1. Alex Lloyd – "Amazing"
2. Richard Marx – "Right Here Waiting"
3. Adele – "Someone Like You"
4. Christina Perri – "Jar of Hearts"
5. Crowded House – "Fall At Your Feet"
6. Red Hot Chili Peppers – "Under the Bridge"
7. Daryl Braithwaite – "The Horses"
8. Pink – "U + Ur Hand"
9. The Fray – "You Found Me"
10. 3OH!3 – "Don't Trust Me"
11. Tim Minchin – "Canvas Bags"
12. Blink-182 – "Dammit"
13. Kasey Chambers – "Not Pretty Enough"
14. Alicia Keys – "No One"
15. Amiel – "Lovesong"
16. Bush – "Glycerine"
17. Thirsty Merc – "20 Good Reasons"
18. Lighthouse Family – "High"
19. Red Hot Chili Peppers – "Soul to Squeeze"
20. Banjo Paterson – "Waltzing Matilda"
21. Bic Runga – "Sway"
22. Ben Lee – "Cigarettes Will Kill You"
23. Michael Jackson – "Man in the Mirror"
24. Mika – "Happy Ending"
25. The Cranberries – "Zombie"
26. Natalie Imbruglia – "Torn"